# Arbetslöshetskassan Alfa
Arbetslöshetskassan Alfa (Alfa-kassan) bildades av Arbetslöshetskassornas Samorganisation 1998 som ett komplement till de traditionella arbetslöshetskassorna och är en a-kassa fristående från fackförbund och andra intresseorganisationer. Alla som någon gång arbetat i Sverige kan gå med, oavsett yrke eller anställningsform. Alfa-kassan betalar ut grundersättning till både anslutna och till de som inte är medlemmar i en a-kassa. Alfa-kassan betalar ut inkomstbaserad ersättning till de som har varit anslutna i minst 12 månader. 
Kassaföreståndare är Katrin Dal. Under 2021 var det genomsnittliga antalet anställda på Alfa-kassan 228 personer. Alfa-kassan var i januari 2022 Sveriges sjunde största a-kassa med 153 558 anslutna . Alfa-kassan bedriver idag sin verksamhet på fyra kontor – i Sundbyberg, Ljusdal, Hemse och Borås. Huvudkontoret är placerat i Sundbyberg där ledningen har sitt säte. 